# 惠勒鎮區 (阿肯色州范布倫縣)
惠勒鎮區（英語：Wheeler Township）是位於美國阿肯色州范布倫縣的一個行政鎮區。

## 地方資料
惠勒鎮區的面積為141.45平方千米，當中陸地面積為141.32平方千米，而水域面積為0.13平方千米。根據2010年美國人口普查的數據，當地共有人口336人，而人口密度為每平方千米2.38人。